# Pfalzweyer
Pfalzweyer je občina v departmaju Bas-Rhin francoske regije Alzacija.
Leta 1990 je v občini živelo 307 oseb oz. 138 oseb/km².